# Bernd Lößner
Bernd Lößner (* 27. Mai 1943; † 6. Februar 2014) war ein deutscher Pharmakologe und Toxikologe. Er wirkte als Professor und kommissarischer Institutsleiter an der Medizinischen Akademie Magdeburg (MAM) und war von 1989 bis 1990 deren achter und vorletzter Rektor.

## Leben und Wirken
Bernd Lößner wurde 1969 mit der Dissertation Über die sympathikomimetische Wirkung von Monoaminoxydase-Hemmstoffen aus der Reihe der Phenylalkylhydrazine an der Medizinischen Akademie Magdeburg promoviert. 1979 habilitierte er sich mit der Schrift Proteinsynthese im Hirngewebe der Ratte bei adaptiven Prozessen. ebenfalls in Magdeburg unter Hansjürgen Matthies. 
Im Oktober 1989 wurde Bernd Lößner als Nachfolger von Rolf-Dieter Koch zum Rektor der MAM gewählt. Diese Funktion hatte er bis zu seinem freiwilligen Rücktritt 1990 inne.
Nach der Emeritierung von Matthies im Jahre 1990 übernahm Lößner bis 1992 die kommissarische Leitung des Instituts für Pharmakologie und Toxikologie der Hochschule. 1992 schied Lößner aus der Hochschule aus und arbeitete als niedergelassener Toxikologe in Beelitz.
Zudem war er im wissenschaftlichen Beirat der Aktion gegen Rücksichtslosigkeit und Diskriminierung (AgRuD)-Patientenberatungsstelle der Deutschen Gesellschaft Multiple-Chemical-Sensitivity (DGMCS) e.V. tätig.
Bernd Lößner verstarb am 6. Februar 2014 im Alter von 70 Jahren und wurde auf dem Magdeburger Westfriedhof beigesetzt.